# Минев, Стоян Минеевич
Стоян Минеевич Минев (Степанов, Иванов Стоян Минеевич) (21 августа 1890, Шумен, Болгария — 5 мая 1959, Москва, СССР) — болгарский революционер и деятель Коминтерна: активный участник французского коммунистического движения, гражданской войны в Испании и секретарь латиноамериканского секретариата Коминтерна.
По профессии учитель. Член БСДП с 1907 года. Во время Первой мировой войны проживал в Швейцарии, где сблизился с большевиками. Член партии большевиков с 1916 года.
В 1919–1943 годах работал в аппарате ИККИ. Находился на нелегальной работе во Франции, Германии, Испании и др. странах. Помощник Мануильского в аппарате ИККИ. Участник гражданской войны в Испании. После роспуска Коминтерна находился на научной работе в СССР.